# Offentlig undersøgelse
En offentlig undersøgelse er en officiel vurdering af begivenheder, projekter eller handlinger bestilt af et offentligt organ, eksempelvis Staten. I mange lande med angelsaksisk retspraksis herunder Storbritannien, Irland, Australien og Canada, adskiller en offentlig undersøgelse fra en kongelig kommission, idet en offentlig undersøgelse accepterer beviser og gennemfører sine høringer i et mere offentligt forum og fokuserer på et mere specifikt projekt eller begivenhed. Interesserede medlemmer af offentligheden og organisationer kan fremlægge materiale eller fremsætte (skriftlige) bevisindlæg, som det er tilfældet med de fleste undersøgelser, og også lytte til mundtlige vidneudsagn fra andre parter.
Typiske begivenheder der ender i offentlige undersøgelser er hændelser, der forårsager adskillige dødsfald, såsom ulykker i offentlig transportmidler eller massemord. I Storbritannien afholder UK Planning Inspectorate (et agentur under ministeriet Department for Levelling Up, Housing and Communities) desuden rutinemæssigt offentlige undersøgelser af større og mindre udviklinger inden for arealanvendelse, bl.a. motorveje og andre transportprojekter.
Interesseorganisationer og politiske partier i opposition anmoder ofte om offentlige undersøgelser af alle mulige politiske spørgsmål. En siddende regering imødekommer typisk kun en brøkdel af disse anmodninger, idet en politisk beslutning om at iværksætte en offentlig undersøgelse af en begivenhed, har vist sig at være afhængig af flere faktorer: For det første har omfanget af mediedækning af begivenheden betydning, idet de der har mest medieinteresse oftest bliver spurgt. For det andet, eftersom beslutningen om en offentlig undersøgelse typisk foretages af ministre, er begivenheder, der involverer påstande om skyld fra den relevante ministers side, mindre tilbøjelige til at blive undersøgt ved en sådan undersøgelse. Endelig for det tredje, tager en offentlig undersøgelse generelt længere tid at rapportere og koster mere på grund af dens offentlige karakter. Når en regering nægter at undersøge et bestemt emne, bunder det normalt i mindst én af disse grunde.
Konklusionerne af en undersøgelse leveres typisk i form af en skriftlig rapport, der først gives til regeringen og kort efter synliggøres for offentligheden. Rapporten vil generelt komme med anbefalinger til at forbedre kvaliteten af offentlige myndigheder eller til forbedringer af de offentlige organisationers ledelse fremover. Nylige undersøgelser har dog vist, at disse rapporter ikke er effektive, hvis man ønsker at ændre den offentlige mening om en bestemt begivenhed. På trods af påstande om, at en nedsættelse af en offentlig undersøgelse fører til et fald i mediernes opmærksomhed på det forespurgte spørgsmål, finder denne påstand ikke støtte gennem empiriske undersøgelser.
 Offentlige undersøgelsesrapporter synes kun at nyde befolkningens tillid, når de er kritiske over for regeringen, og har tendens til at miste troværdighed, når de ikke finder nogen fejl fra regeringens side.

## I udvalgte lande

### Frankrig
I Frankrig skal ethvert større projekt, der inden godkendelse kræver obligatorisk ekspropriation af privat ejendom, gøres til genstand for en offentlig høring (normalt ved præfekturet i den pågældende region eller i dét lokale departement, hvor projektet skal finde sted); det positive resultat af en sådan undersøgelse er en déclaration d'utilité publique, en formel godkendelse af, at projektet vil være til gavn for offentligheden. Denne procedure blev indført ved lov om ekspropriation vedtaget den 7. Juli 1833, som udvidede en tidligere lov vedtaget i 1810.

### Hong Kong
I Hong Kong, blev Commissions of Inquiry Ordinance vedtaget for at oprette en offentlig undersøgelse. Undersøgelseskommissionen blev nedsat efter Færgekollisionen ved Lamma Island i 2012 og en rapport så dagens lys med konklusioner til offentliggørelse. En intern rapport blev dog tilbageholdt og stemplet som fortrolig, hvilket var én af de medvirkende årsager til store demonstrationer i Hongkong fra 2019-20, idet demonstranternes centrale krav over for Kina var åbenhed og demokratiske reformer.

### Irland
I Irland findes der flere former for offentlige undersøgelser. En undersøgelsesret, ofte benævnt forvaltningsdomstol, er et magtfuld Inquiries Act (efterforskningsorgan) hvis procedurer er underlagt den historiske domstol Tribunals of Inquiry (Evidence) Act 1921 som siden er blev opdateret og ændret. En Oireachtas inquiry er en mindre magtfuld ikke-lovbestemt undersøgelseret, der kontrolleres direkte af the Oireachtas (det irske parlament). Et lovforslag fra 2013, at styrke magtbeføjelserne ved Oireachtas undersøgelser, blev nedstemt. The Irish Law Reform Commission offentliggjorde i 2005 en rapport om gennemførelsen af offentlige undersøgelser og anbefalede visse ændringer. En generel irsk undersøgelseskommission er en anden form for undersøgelse, hvor beviser generelt afgives for lukkede døre udstedt af Commissions of Investigation Act 2004 for at imødegå skandaler omhandlende lægehjælp og børnemishandling.

### Storbritannien
I Storbritannien refererer udtrykket "public inquiry" enten til lovbestemte eller ikke-lovbestemte undersøgelser, der tidligere er blevet etableret af Monarkiet eller af regeringens ministre i The Government of the United Kingdom, i Skotlands regering, i Nordirlands regering og i Wales' regering for at undersøge enten specifikke, kontroversielle begivenheder eller politiske forslag. Ikke-lovpligtige offentlige undersøgelser bruges ofte til at undersøge særlige begivenheder af national interesse med den fordel, at de er mere fleksible end den lovpligtige undersøgelse, idet de ikke behøver at følge kravene i Inquiries Act 2005, Inquiry Rules 2006 (gældende for hele Storbritannien, bortset fra Skotland) og Inquiries (Skotland) Rules 2007. Lovpligtige undersøgelser kan afholdes som fagspecifikke offentlige undersøgelser, men de fleste afholdes nu under the Inquiries Act 2005 som derfor ophævede Tribunals of Inquiry (Evidence) Act 1921. Denne liste omfatter ikke offentlige lokale forespørgsler (f.eks. planlægningsforespørgsler, forespørgsler om obligatoriske indkøbsordre, forespørgsler om fredede bygninger mm.)
Det er alene Storbritanniens minister, der kan iværksætte offentlige undersøgelser, fastsætte deres kommissorium og udpege en offentlig undersøger. Storbritanniens regering mener, at hovedformålet med offentlige undersøgelser er at "forhindre uheldige gentagelser". Mellem 1990 og 2017 brugte britiske regeringer mindst 630 millioner pund på offentlige undersøgelser, hvor den hidtil dyreste har været Saville-rapporten, hvis udgifter løb op i 210,6 millioner pund. De fleste offentlige undersøgelser er omkring to år om at afslutte deres arbejde. Hammond-undersøgelsen om den ministerielle adfærd i forbindelse med Hinduja-affæren i 2001 har været kortest, idet den kun var 45 dage om at rapportere sine konklusioner. Undersøgelsen af hyponatriæmi-relaterede dødsfald i Nordirland er den hidtil længste, der var 13 år og tre måneder om at finde sin afslutning.

### Sydafrika
En række historisk vigtige offentlige undersøgelser har fundet sted i Sydafrika siden etableringen af det sydafrikanske demokrati in 1994. En række af dem har nøje gennemgået begivenheder på nationalt niveau, eksempelvis systematiske krænkelser af menneskerettighederne under apartheid eller den omfattende sydafrikanske korruption.